# Aphrophora angulata
Aphrophora angulata är en insektsart som beskrevs av Ball 1899. Aphrophora angulata ingår i släktet Aphrophora och familjen spottstritar. Inga underarter finns listade i Catalogue of Life.